# The Secret (film, 2012)
Pour les articles homonymes, voir Secret (homonymie).
Pour plus de détails, voir Fiche technique et Distribution.
The Secret (The Tall Man) est un thriller franco-canadien écrit et réalisé par Pascal Laugier, sorti en 2012.

## Synopsis
Dans une ancienne ville minière maintenant vouée au désœuvrement et à la misère, des enfants disparaissent régulièrement sans laisser de traces. Les rumeurs locales évoquent une créature mystérieuse, le « Tall Man », sinistrement vêtu de noir qui rôderait aux alentours.

## Fiche technique
- Titre original : The Tall Man
- Titre français : The Secret
- Titre québécois : Le Secret
- Réalisation : Pascal Laugier
- Scénario : Pascal Laugier
- Direction artistique : Jean-André Carrière
- Costumes : Angus Strathie
- Photographie : Kamal Derkaoui
- Montage : Sébastien Prangère
- Musique : Todd Bryanton
- Production : Kevin DeWalt, Scott Kennedy, Jean-Charles Levy et Clément Miserez
- Sociétés de production : Cold Rock Productions BC, Forecast Pictures, Iron Ocean Films, Minds Eye Entertainment, Radar Films et SND
- Sociétés de distribution : Image Entertainment (États-Unis) ; SND (France)
- Budget : 18 200 000 dollars[1]
- Pays d'origine :  Canada /  France
- Langue originale : anglais américain et canadien
- Format : couleur - 35 mm - 2,35:1 - son Dolby numérique
- Genre : thriller
- Durée : 100 minutes
- Dates de sortie en salles :
  - États-Unis : 12 mars 2012 (South by Southwest) ; 31 août 2012 (nationale)
  - Canada : 31 août 2012
  - France : 5 septembre 2012
  - Belgique : 19 septembre 2012
- DVD :
  - États-Unis : 25 septembre 2012
- Film interdit aux moins de 12 ans lors de sa sortie en salles en France.

## Distribution
- Jessica Biel (V. F. : Marie Zidi) : Julia Denning
- Jodelle Ferland (. F. : Adeline Chetail) : Jenny
- Stephen McHattie (V. F. : Féodor Atkine) : lieutenant Dodd
- William B. Davis (V. F. : Jacques Brunet ) : shérif Chestnut
- Samantha Ferris (V. F. : Marjorie Frantz) : Tracy
- Colleen Wheeler (V. F. : Véronique Augereau) : Mme Johnson
- Eve Harlow (V. F. : Ingrid Donnadieu) : Christine
- John Mann (en)(V. F. : Patrice Baudrier) : Douglas
- Teach Grant (V. F. : Boris Rehlinger) : Steven
- Garwin Sanford (V. F. : Jérôme Keen) : Robert
- Katherine Ramdeen (V. F. : Geneviève Doang) : Carol
- Janet Wright : Trish
- Ferne Downey : Lady / Mrs. Parker Leigh
- Jakob Davies : David
- Priya Lily Campbell : Tiffany
- Georgia Swedish : Mrs. Ashcroft

Source et légende : Version française (V. F.) sur AlloDoublage

## Production

### Développement
Le réalisateur Pascal Laugier a commencé l'écriture de The Secret en 2005. Au fil des années, il a ainsi produit une dizaine de versions du scénario avant d'aboutir à celle qu'il a jugée assez convaincante pour la faire lire à un producteur. Il a d'ailleurs dû mettre de côté ce film, qui n'était pas suffisamment abouti à l'époque, pour tourner Martyrs en 2008[réf. nécessaire].

## Accueil

### Accueil critique
L'accueil critique du film est dans l'ensemble mitigé. Des notes presse, il obtient 2,6/5 de notes positives sur AlloCiné.

### Box-office
- Monde : 5 542 823 $
- France : 570 952 entrées